# Szostak
Szostak – polskie nazwisko. Na początku lat 90. XX wieku w Polsce nosiły je 10 192 osoby. Nazwisko pochodzi od słowa szóstak i jest najbardziej rozpowszechnione w południowej i środkowo-wschodniej Polsce.

## Osoby noszące to nazwisko
- Akop Szostak (ur. 1988) – polski zawodnik mieszanych sztuk walki;
- Alina Szostak-Grabowska (1937–2015) – polska koszykarka;
- Danuta Szostak (ur. 1955) – polska dyplomatka;
- Edward Szostak (1911–1990) – polski koszykarz;
- Eli’ezer Szostak (1911–2001) – izraelski polityk;
- Jack Szostak (ur. 1952) – amerykański biolog;
- Jan Szostak (1917–1986) – polski rzeźbiarz ludowy;
- Jan Szostak (ur. 1957) – polski samorządowiec;
- Jan Szostak (1913–1988) – polski ślusarz;
- Janusz Szostak (1957–2021) – polski dziennikarz, reporter śledczy i pisarz;
- Józef Szostak (1897–1984) – pułkownik dyplomowany kawalerii Wojska Polskiego;
- Karol Gąsienica Szostak (ur. 1963) – polski rzeźbiarz i rysownik;
- Karolina Szostak (ur. 1975) – polska dziennikarka sportowa, reporterka i prezenterka telewizyjna;
- Michał Gąsienica Szostak (ur. 1936) – polski rzeźbiarz i pedagog;
- Mieczysław Szostak (ur. 1946) – polski ekonomista
- Paulina Szostak (ur. 1991) – polska aktorka filmowa i serialowa;
- Piotr Szostak (ur. 1966) – białoruski inżynier i polityk;
- Stanisław Szostak (1898–1961) – podpułkownik broni pancernych Wojska Polskiego;
- Stephanie Szostak (ur. 1975) – francuska aktorka;
- Sylwester Szostak (ur. 1947) – polski urzędnik konsularny; konsul generalny RP w Grodnie i Kijowie;
- Wit Szostak (ur. 1976) – polski pisarz i filozof;
- Władysław Szostak (1943–2010) – polski prawnik i politolog;
- Zbigniew Szostak (1915–1944) – polski pilot bombowy;
- Zdzisław Szostak (1930–2019) – polski kompozytor i dyrygent.